# Leptochilus frenchi
Leptochilus frenchi är en stekelart som först beskrevs av Dusmet.  Leptochilus frenchi ingår i släktet Leptochilus och familjen Eumenidae. Inga underarter finns listade i Catalogue of Life.